# Obrium californicum
Obrium californicum es una especie de escarabajo longicornio del género Obrium, clasificada en la tribu Obriini, de la subfamilia Cerambycinae. Fue descrita por Van Dyke en 1920.
La especie mide 5-6 mm de longitud y el período de actividad en adultos se presenta en julio y agosto. Se distribuye por Estados Unidos.